# Torremontalbo
Torremontalbo község Spanyolországban, La Rioja autonóm közösségben. Torremontalbo Baños de Ebro, Cenicero, San Asensio, Uruñuela, Nájera és Hormilleja községekkel határos. Lakosainak száma 7 fő (2024).
A községközpont az Ebro folyó közelében található, mellette torkollik az Ebróba a Najerilla.

## Népesség
A település népessége az elmúlt években az alábbi módon változott:
| Lakosok száma | 16   | 19   | 21   | 17   | 14   | 15   | 12   | 10   | 9    | 7    |
|               | 2001 | 2004 | 2007 | 2009 | 2012 | 2014 | 2017 | 2019 | 2022 | 2024 |